# Аршад Надім
Аршад Надім (урду ارشد ندیم, англ. Arshad Nadeem; нар. 2 січня 1997) — пакистанський легкоатлет, який спеціалізується в метанні списа.

## Спортивні досягнення
Фіналіст (5-е місце) олімпійських змагань з метання списа (2021).
Фіналіст (5-е місце) змагань з метання списа на чемпіонаті світу (2022).
Чемпіон Ігор Співдружності з метання списа (2022).
Бронзовий призер Азійських ігор у метанні списа (2018).